# 生于七月四日 (电影)
《生于七月四日》（英語：Born on the Fourth of July）是一部1989年上映，根据美国越战退伍老兵罗尼·科维克的同名畅销自传体小说改编的美国戰爭電影。
男演员汤姆·克鲁斯在片中扮演男主角罗尼·科维克，牺牲形象的精彩表演为他赢得了第47届金球奖最佳电影男主角奖（正剧类），并获第62屆奧斯卡金像獎男主角奖提名；曾因执导《野战排》获第59届奧斯卡金像獎导演奖的著名电影人奥利弗·斯通（他也是一位越战老兵）与罗恩·科维奇一起编写了本片的剧本，并亲自导演和担任制片人。奥利弗原打算到越南来拍摄本片，但由于当时美国与越南尚未实现邦交正常化，因此最终影片在菲律宾进行拍摄。《生于七月四日》是奥利弗·斯通个人执导的“越战三部曲”中的第二部（首部即《野战排》，第3部则是1993年的电影《天与地》），最终为他摘得了第62届学院奖导演奖的桂冠，这也是他获得的第2座导演奖小金人。
《生于七月四日》上映后获得了巨大的成功，在第62届奧斯卡金像獎角逐中获得了包括最佳影片奖在内的8项提名，并被认为是最有希望成为最大赢家的电影。不过之后意外败给了《为黛茜小姐开车》，只获得了导演和剪辑两座奖。影片在商业和专业评论上更为成功，全球票房为1.61亿美元。

## 剧情
罗尼的父亲曾经参加两次世界大战，是一名优秀的军人；罗尼家信奉天主教，奉行上帝仁爱子民，要善待妇孺。罗尼继承了父亲的事业和志向，孩提时就梦想成为一个顶天立地的男子汉，战死沙场、马革裹尸，另一方面，他的内心善良淳朴，充满爱心。一天，全家聚集在电视机前聆听美国总统肯尼迪的演讲，肯尼迪号召美国人团结起来，抵制共产主义的泛滥和流毒，他这番演讲在罗尼的心底里播下了深深的种子。高中时候，罗尼选择了参加美国海军陆战队，成为一个美国士兵，他奉命参加越南战争，在越南战争中，他亲眼目睹了战争的残酷和无情，美军和越军为了胜利，不择手段，各使毒招，越军经常使用人肉炸弹，一人换来几十条美军的生命；而美军则对越军进行大屠殺來殺害敵人。在一次作战中，罗尼误杀了自己的战友威尔逊，后来自己也被越军打垮，双腿瘫痪，经过全力抢救，留下了他的生命，但是他从此终身坐在轮椅上。回到家乡的罗尼一直为自己在战争中的行为困扰不已，经常出现幻觉，此时此刻，美国国内弥漫着反战的各种气氛，学校停课、人民游行示威，罗尼也加入了反战游行的队伍中，成为了一个反战宣传者。

## 演员
| 人物             | 人物               | 角色        | 角色                                | 备注       |
| 中文名           | 英文名             | 角色中文名  | 角色英文名                          | 备注       |
| ---------------- | ------------------ | ----------- | ----------------------------------- | ---------- |
| 汤姆·克鲁斯      | Tom Cruise         | 罗尼·科维克 | Ron Kovic                           |            |
| 雷蒙德·约翰·巴里 | Raymond John Barry | 科维克先生  | Mr. Kovic                           | 罗尼的父亲 |
| 乔什·伊万斯      | Josh Evans         | 汤米·科维克 | Tommy Kovic                         |            |
| 弗兰克·威利      | Frank Whaley       | 提米        | Timmy Burns                         |            |
| 杰瑞·莱文        | Jerry Levine       | 史蒂夫      | Steve Boyer                         |            |
| 姬娜·薛域        | Kyra Sedgwick      | 唐娜        | Donna                               |            |
| 斯蒂芬·鲍德温    | Stephen Baldwin    | 比利        | Billy Vorsovich                     |            |
| 汤姆·贝伦杰      | Tom Berenger       |             | GySgt. Hayes                        |            |
| 威廉·達佛        | Willem Dafoe       | 查理        | Charlie                             |            |
| 約翰·蓋茨        | John Getz          |             | Marine Major - Vietnam              |            |
| 霍莉·玛丽·库姆斯 | Holly Marie Combs  | 珍妮        | Jenny                               |            |
| 薇薇卡·福克斯    | Vivica A. Fox      |             | Hooker in VA hospital               |            |
| 韦恩·奈特        | Wayne Knight       | 官员        | Official #2 - Democratic Convention |            |
| 詹姆斯·勒格罗    | James LeGros       |             | Platoon - Vietnam                   |            |
| 艾德·罗特        | Ed Lauter          | 军团指挥官  | Legion Commander                    |            |

## 制作
同样身为越战老兵的奥利弗·斯通在读到罗尼·科维克的畅销自传小说《生於七月四日》时，深深地为其在战争中及出国后的遭遇所震惊。他买下了将自传改编为电影的版权后找到了环球电影公司，后者接受了这一提议，之后，奥利弗与A·基特曼·何成为了影片的制片人，他还亲自选定了由汤姆·克鲁斯来扮演片中的罗尼·科维克。奥利弗亲自找到罗尼后，两人交流了各自在越南战场上的经历并最终共同完成了电影剧本的编写。罗尼还亲自在影片中出现，扮演了开头独立日游行时的一个被鞭炮声吓到的士兵，影射之后男主角在战场上的行为。
奥利弗原计划在越南进行影片的拍摄工作，但由于当时美国与越南尚未实现邦交正常化，所有他最终选择了在他之前拍摄了《野战排》的菲律宾开拍。而片中与越南战场无关的镜头则主要是在德克萨斯州的最大城市达拉斯拍摄的。多次与奥利弗合作过的著名摄影师罗伯特·理查德森继续在本片中担任摄影，这也是他首次使用失真格式来进行电影的拍摄工作。之前曾出演过《野战排》的威廉·达福和汤姆·贝伦杰也参演了本片。

## 反响

### 票房
影片于1989年12月22日上映，首周票房收入为76万6942美元，第二周则入账146万4345美元，并于第三个星期达到534万3453美元登上票房榜冠军的位置并保持了1个月。影片在1990年美国电影票房排行榜上名列第11位，本土入账7000万美元，全球票房更高达1.61亿美元，远远超出了1400万美元的拍摄预算。

### 专业评价
《生于七月四日》获得了评论界非常好的评价。根据烂蕃茄上的37篇评论文章，本片的好评度达90%。《芝加哥太阳报》著名影评人罗杰·艾伯特给予本片4星（最高为4星）的高度评价。
在Metacritic网站上，本片平均评分也达75分（满分为100分）。许多评论家都赞赏了导演和男主演的精彩表现，其中《纽约时报》上的一篇评论文章中写道：“这是一部包含着极具感染力的优秀电影，男主角汤姆·克鲁斯的精彩表现正是它如此完美的最重要原因。”而另一篇《滚石》杂志上评论文章则表示：“奥利弗·斯通为这部电影找到了最合适的男演员来出演，影片是如此的扣人心弦，它不仅向观众展现了罗尼·科维克的遭遇，而且更重要的是提醒了人们，为什么（反思越战）仍然如此地迫切和必要。”

### 获奖与提名
- 获奖
  - 第62届奧斯卡金像獎最佳导演、剪辑奖[7]
  - 美国导演工会杰出电影导演奖
  - 第47届金球奖最佳影片（正剧类）、导演、编剧、男主角（正剧类）奖
  - 芝加哥影评人协会最佳男演员奖
  - BMI影视奖电影音乐奖
  - 电影音效剪辑协会（英语：Motion Picture Sound Editors）最佳音效剪辑奖
  - 政治电影工会（英语：Political Film Society）民主奖
- 提名
  - 第62届奧斯卡金像獎最佳影片、男主角、原创配乐、摄影、原著改编、混音（英语：Academy Award for Best Sound Mixing）奖
  - 英国电影学院奖最佳男主角、编剧奖
  - 第40届柏林国际电影节金熊奖[8]
  - 第47届金球奖最佳原创配乐奖
  - 美国编剧工会最佳改编剧本奖
  - 美国电影剪辑协会（英语：American Cinema Editors）最佳剪辑奖
  - 美国摄影师协会（英语：American Society of Cinematographers）杰出摄影成就奖
  - 美國電影學會
    - 1998年：AFI百年百大電影[9]
    - 2003年：AFI百年百大英雄與反派[10]
    - 2006年：AFI百年百大勵志電影[11]
    - 2007年：AFI百年百大電影 (2007年版)[12]

## 家用媒体
本片于1990年发行录像带，1998年发行DVD，DVD中包含有导演的评论音轨。2004年10月19日本片发行了特别版的DVD，与之前发行的DVD相比，特别版中新增了NBC拍摄的有关本片摄制过程的纪录片。2007年，本片发行了HD DVD。
2011年7月3日，本片的蓝光光盘在美国发行，并于9月1日开始在澳大利亚发行。